# Західний Йоркшир
Західний Йоркшир (англ. West Yorkshire) — є столичним і церемоніальним графством в Англії.
Населення 2 181 200 (Оцінка 2007  року). Густота населення 1075. Площа 2029.
Внутрішній у відносному плані, гористий округ, який має долини, що стікають на схід, водночас охоплюючи болота Пеннінських гір. Західний Йоркшир виник як столичне графство в 1974 році після ухвалення Закону про місцеве самоврядування 1972 року і має населення 2,3 мільйона осіб. Найбільші населені пункти — Лідс, Бредфорд, Хаддерсфілд, Вейкфілд, Галіфакс, Кейлі та Дьюсбері.
Західний Йоркшир складається з п'яти столичних районів (місто Бредфорд, Калдердейл, Кіркліс, місто Лідс і місто Вейкфілд) і межує з графствами Дербішир на півдні, Великий Манчестер на південному заході, Ланкашир на заході та півночі. -захід, Північний Йоркшир на півночі та сході та Південний Йоркшир на півдні та південному сході.
Залишки потужної вугільної, вовняної та залізорудної промисловості залишилися в окрузі, приваблюючи людей протягом століть, і це можна побачити в будівлях та архітектурі. Головні залізниці та дві головні автомагістралі проходять територією округу, де також розташований міжнародний аеропорт Лідс-Бредфорд.

## Управління

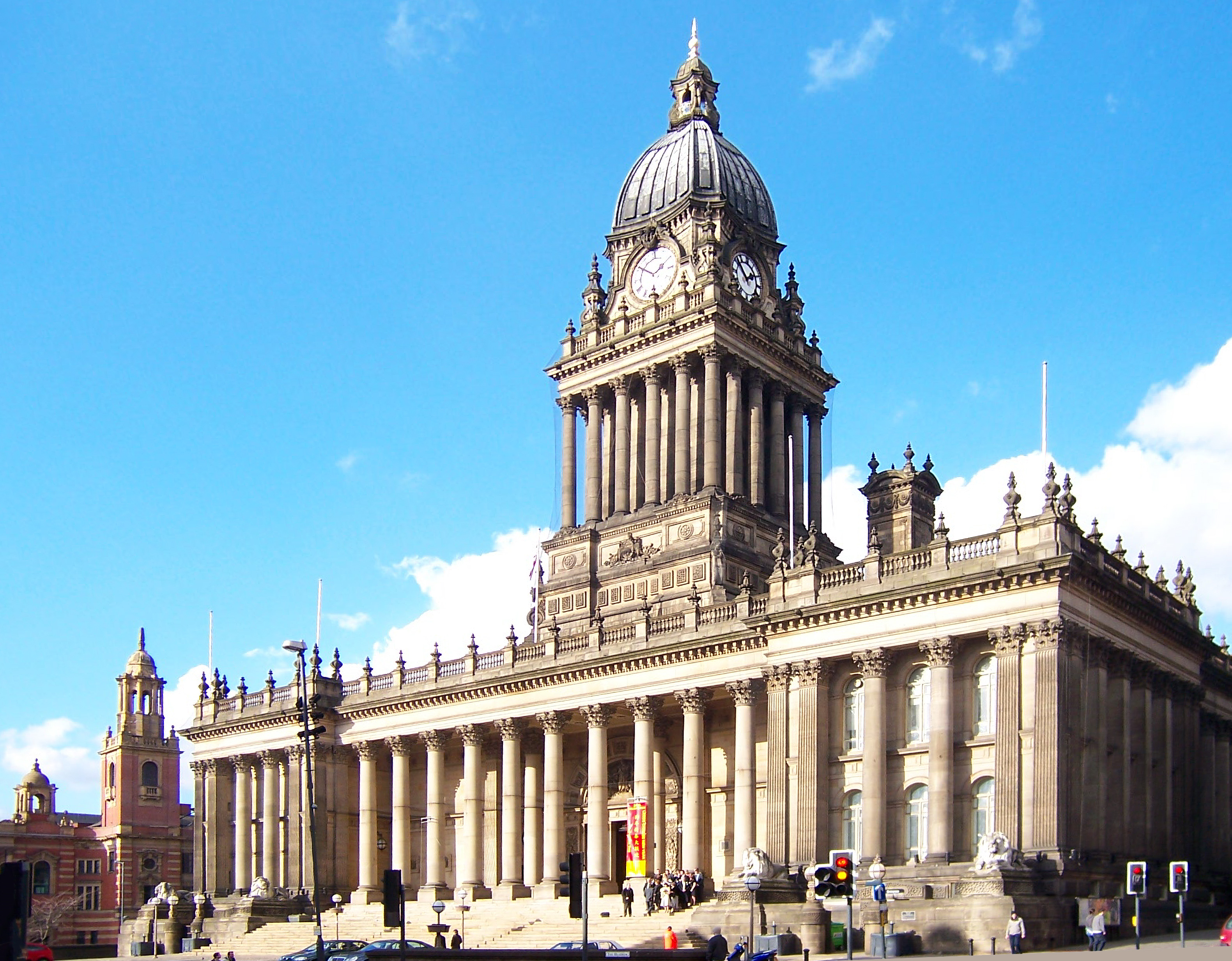
Ратуша Лідса

Рада графства Західний Йоркшир була скасована в 1986 році, тому її п'ять округів стали фактично унітарними органами влади. Проте столичний округ, який охоплює площу 2029 квадратних кілометрів (783 квадратних миль), продовжує існувати в законі та як географічна система відліку.
З 1 квітня 2014 року Західний Йоркшир є об’єднаною територією, де місцева влада об’єднує деякі функції щодо транспорту та регенерації як Об’єднана влада Західного Йоркширу. Перший мер Західного Йоркшира, Трейсі Брабін, була обрана 6 травня 2021 року після угоди про передачу повноважень, оголошеної урядом у бюджеті на березень 2020 року.